# گستونه بالدی
گستونه بالده (به ایتالیایی: Gastone Baldi) بازیکن فوتبال و مدافع اهل ایتالیا است که از سال ۱۹۲۲ میلادی عضو تیم ملی فوتبال ایتالیا بوده و در ۳ بازی ملی حضور داشته‌است. او در بازی‌های ملی‌اش گلی به ثمر نرساند.
گستونه بالده آخرین بازی ملی خود را در سال ۱۹۲۵ میلادی انجام داد.